# Jean-Bernard Ouédraogo
Pour les articles homonymes, voir Ouédraogo.
Jean-Bernard Ouédraogo, né le 18 août 1958 à Ouagadougou, dans la région du Centre du Burkina Faso, est sociologue, directeur de recherche au CNRS et directeur d'études à l'EHESS. 

## Biographie
Il soutient une thèse de doctorat en sociologie en 1987, sous la direction de Michel Verret, à l'université de Nantes. Il enseigne la sociologie à l’université de Ouagadougou (Burkina Faso), où il a créé et dirige le Groupe de recherche sur les initiatives locales (GRIL), consacré aux problèmes de mise au travail des jeunes dans trois villes du Burkina Faso (Ouagadougou, Bobo-Dioulasso, Ouahigouya). Il effectue des missions d’enseignement et de recherche en Suède, au Canada, en Allemagne et aux États-Unis. 
Il est secrétaire exécutif adjoint et directeur du département Formation, Bourse et Subvention au CODESRIA (Council for the Development of Social Science Research in Africa) (2002-2008), puis est recruté en 2010 comme directeur de recherche au CNRS, rattaché au LAIOS-IIAC (EHESS/CNRS). Il est élu en 2017 directeur d'études par l'assemblée des enseignants de l'EHESS. 

## Activités de recherche
Ses travaux et ses enseignements portent sur la sociologie du monde ouvrier, de l’urbanité, de l’image, de la violence, de la nature et sur l’épistémologie et la méthodologie des sciences sociales. 
Il est l’auteur de plusieurs travaux de recherches portant sur la domination coloniale et les rapports indigènes de la violence ; l’art et les images; l’analyse des corps et des objets dans l’espace photographique africain; les méthodologies et l’épistémologie des sciences sociales. Il s'intéresse au peintre sénégalais Kalidou Kassé.
Il a été le correspondant international de la revue Les territoires du travail, de Cateis, à Marseille en France et chargé des publications au secrétariat du Collège Africain de Socio-économétrie (CASE). Évaluateur pour l’International Foundation for Science, (IFS) à Stockholm, en Suède et pour la Revue Tunisienne de Sociologie depuis 2004. Membre du comité scientifique de la Revue Sénégalaise de sociologie, il a fondé et dirige la nouvelle revue Method(e)s co-éditée par le CODESRIA et par Routledge.

## Ouvrages
- (Co-dir.) L’Enquête et ses graphies en sciences sociales: Figurations iconographiques d'après société, avec Katrin Langewiesche, Dakar, Amalion 2019,  (ISBN 9782359260786).
- Kalidou Kassé peintures : Expériences de la forme, Amalion 2014,  (ISBN 9782359260410)
- Formation de la classe ouvrière en Afrique noire, Paris, L’Harmattan (préface de Michel Verret), 1989,  (ISBN 9782738402929).
- Violences et communautés en Afrique noire : la région Comoé entre règles de concurrence et logiques de destruction, Burkina Faso, l'Harmattan, Paris, Montréal, 1997, 240 p.  (ISBN 2-7384-5848-3)
- (Co-dir.) Travail et société au Burkina Faso. Technique, innovation, mobilisation, avec Habibou Fofana, Paris, L’Harmattan, 2009,  (ISBN 9782296092921).
- (Co-auteur) Frontières de la citoyenneté et violence politique en Côte d’Ivoire, avec E. Sall, Dakar, CODESRIA, 2008,  (ISBN 9782869782174).
- (en) (Co-auteur) Global Exchanges and Gender Perspectives in Africa, avec Roseline M. Achieng) Dakar, CODESRIA, 2011,  (ISBN 9782869784888).
- (en) (Co-auteur) Readings in Methodology. Some African Perspectives, avec Carlos Cardoso, Dakar, CODESRIA, 2011,  (ISBN 9782869784833).
- (Co-dir.) Exercices sociologiques autour de Roger Cornu. Dans le chaudron de la sorcière, avec E. du Tertre et F. Xavier Trivière, Paris, L’Harmattan, coll. « Logiques sociales », 2005,  (ISBN 9782747590891).
- (en) (Co-auteur) Identity, security and the negotiation of national belonging in West Africa, dossier, Revue africaine de sociologie, vol. 7, n°2 (en collaboration avec E. Sall), 2004.
- (Co-éd.)Norbert Elias, Écrits sur l’art africain, avec F. Armengaud, Paris, éd. Kimé, 2002  (ISBN 9782841742738).